# Пенанго
Пенанго, Пенанґо (італ. Penango, п'єм. Pnangh) — муніципалітет в Італії, у регіоні П'ємонт, провінція Асті.
Пенанго розташоване на відстані близько 490 км на північний захід від Рима, 45 км на схід від Турина, 16 км на північ від Асті.
Населення — 499 осіб (2014).
Щорічний фестиваль відбувається 7 вересня. Покровитель — San Grato di Aosta.

## Демографія
Населення за роками:

Станом на 1 січня 2023 року в муніципалітеті офіційно проживало 29 іноземців з 15 країн, серед них 5 громадян країн Євросоюзу та 1 громадянин України.

## Сусідні муніципалітети
- Альфьяно-Натта
- Калліано
- Грана
- Граццано-Бадольйо
- Монкальво